# 白山 (文京区)
白山（はくさん）は、東京都文京区の町名。現行行政地名は白山1丁目から白山5丁目。西片、向丘、本駒込、千石、小石川、大塚と接する文教・住宅地区。学校・寺院が多い。
主要な商業地は、都営地下鉄三田線白山駅の周辺に集中しており、駅周辺をほぼ南北に貫く坂（薬師坂）の頂上の地域を白山上、坂の入口の地域を白山下、白山下から白山上と逆方向に上っていった所を白山御殿町と呼ぶ。

## 歴史・地理
地名は白山神社から。縁起によれば、948年（天暦2年）に加賀一ノ宮の白山神社を分祀しこの地に祭った。徳川綱吉の信仰を受けた。
江戸時代まで武蔵国豊島郡小石川村、駒込村の各一部だった。1878年（明治11年）7月に郡区町村編制法施行により小石川区、本郷区にそれぞれ編入され、1889年（明治22年）5月市制施行で東京市に編入。1947年（昭和22年）に文京区の一部になる。1967年（昭和42年）1月、住居表示の実施に伴い、従来の丸山新町（現：白山1丁目）、指ヶ谷町（現：白山1・2・4・5丁目）、戸崎町（現：白山2丁目）、白山御殿町（現：白山3・4丁目）、白山前町（現：白山1・5丁目）、原町（現：白山3・4・5丁目）、などの合併により白山1 - 5丁目が成立した。
1丁目の円乗寺には八百屋お七（妙栄禅定尼）の墓があり、寺の門前、表通りに面してお七延命地蔵尊がある。2丁目の白山通り沿いは明治期は銘酒屋街、白山通りの西側低湿地（現在の白山1丁目の一部）は大正から昭和初期にかけては白山花街（三業地）として繁栄した。明治より盛り場だった指ヶ谷の料理屋店主・秋本鉄五郎が鳩山和夫や地元選出の政治家の支援により警視庁に三業地指定の申請を行い、1912年（明治45年）に「白山三業地」が出来、関東大震災で被害が少なかったことから、大正中期以降、周辺一帯の人口急増を背景に隆盛した。樋口一葉の『にごりえ』は私娼窟だった白山の銘酒屋をモデルに書かれ、徳田秋声の『縮図』の主人公は白山花街の芸者である。白山御殿町では明治10年代頃、当時流行っていた洋傘の骨を生産する岩崎工場ができる。これは全国でも初めてのものであった。関東大震災以後、小石川区に印刷工場が多く移転してきたことから労働者が集まり、昭和初期の白山御殿町には東京市最大の不良住宅地区（長屋が並ぶ細民居住地）が形成され、労働争議を描いた徳永直の『太陽のない街』は白山のそれら地域が舞台となっている。
5丁目の白山神社は、加賀（石川県）白山にある白山比咩神社（総本社）の分霊を勧請した古社。もと3丁目の地にあったが、1655年（明暦元年）白山御殿造営に際して現在地に移転。また本念寺には、江戸後期の文人大田南畝（蜀山人）の墓がある。
小石川植物園は東京大学大学院理学系研究科に付属する公開の植物園。5代将軍徳川綱吉が上野（群馬県）館林藩主だった頃の下屋敷（白山御殿）のあった所で、1719年（享保4年）雑司ヶ谷薬園がここに移された。青木昆陽が飢饉対策として甘藷（サツマイモ）の試作をしたり、庶民のための養生所（施療院）が経営されたことは有名。園内に甘藷先生の記念碑が立ち、また療生所の井戸が残存している。1877年（明治10年）、養生所は東京医学校（東大医学部の前身で、現存の校舎は国重文）となり、のちに東大付属の植物園となった。

### 地価
住宅地の地価は、2025年（令和7年）1月1日の公示地価によれば、白山2-4-13の地点で81万9000円/m2、白山4-28-18の地点で116万円/m2となっている。

## 世帯数と人口
2025年（令和7年）3月1日現在（文京区発表）の世帯数と人口は以下の通りである。
| 丁目       | 世帯数     | 人口     |
| ---------- | ---------- | -------- |
| 白山一丁目 | 2,942世帯  | 5,277人  |
| 白山二丁目 | 2,480世帯  | 4,366人  |
| 白山三丁目 | 543世帯    | 1,028人  |
| 白山四丁目 | 2,363世帯  | 4,491人  |
| 白山五丁目 | 2,218世帯  | 3,701人  |
| 計         | 10,546世帯 | 18,863人 |

### 人口の変遷
国勢調査による人口の推移。
| 年                 | 人口   |
| ------------------ | ------ |
| 1995年（平成7年）  | 16,132 |
| 2000年（平成12年） | 15,684 |
| 2005年（平成17年） | 17,005 |
| 2010年（平成22年） | 17,821 |
| 2015年（平成27年） | 18,738 |
| 2020年（令和2年）  | 19,979 |

### 世帯数の変遷
国勢調査による世帯数の推移。
| 年                 | 世帯数 |
| ------------------ | ------ |
| 1995年（平成7年）  | 7,317  |
| 2000年（平成12年） | 7,729  |
| 2005年（平成17年） | 8,605  |
| 2010年（平成22年） | 9,522  |
| 2015年（平成27年） | 10,300 |
| 2020年（令和2年）  | 11,279 |

## 学区
区立小・中学校に通う場合、学区は以下の通りとなる（2020年9月現在）。
| 丁目       | 番地                                                                                               | 小学校               | 中学校             |
| ---------- | -------------------------------------------------------------------------------------------------- | -------------------- | ------------------ |
| 白山一丁目 | 3〜4番、9〜10番 15番 23番1・14〜16・19号 24〜28番 29番2〜5・10〜11号 32番10号（一部） 32番11〜13号 | 文京区立誠之小学校   | 文京区立第六中学校 |
| 白山一丁目 | 33～37番                                                                                           | 文京区立指ケ谷小学校 | 文京区立第六中学校 |
| 白山一丁目 | 1〜2番、5〜6番                                                                                     | 文京区立指ケ谷小学校 | 文京区立第三中学校 |
| 白山一丁目 | 7〜8番、11〜14番 16〜22番、23番4〜12号 29番12〜18号、30〜31番 32番1〜9番 32番10号（一部）          | 文京区立指ケ谷小学校 | 文京区立茗台中学校 |
| 白山二丁目 | 1〜8番 21〜39番                                                                                    | 文京区立指ケ谷小学校 | 文京区立茗台中学校 |
| 白山二丁目 | 9〜20番                                                                                            | 文京区立柳町小学校   | 文京区立茗台中学校 |
| 白山三丁目 | 1～6番                                                                                             | 文京区立窪町小学校   | 文京区立第一中学校 |
| 白山三丁目 | 7番                                                                                                | 文京区立林町小学校   | 文京区立第十中学校 |
| 白山四丁目 | 5〜24番、34番7〜11号 35〜37番                                                                      | 文京区立明化小学校   | 文京区立第十中学校 |
| 白山四丁目 | 1〜4番、25〜33番 34番1〜6・12〜18号                                                                | 文京区立指ケ谷小学校 | 文京区立第十中学校 |
| 白山五丁目 | 1〜4番、31〜36番                                                                                   | 文京区立指ケ谷小学校 | 文京区立第十中学校 |
| 白山五丁目 | 17番11～17号                                                                                       | 文京区立駕籠町小学校 | 文京区立第十中学校 |
| 白山五丁目 | 5〜16番 17番6〜10・18〜41号 18〜30番                                                               | 文京区立明化小学校   | 文京区立第十中学校 |

## 事業所
2021年（令和3年）現在の経済センサス調査による事業所数と従業員数は以下の通りである。
| 丁目       | 事業所数  | 従業員数 |
| ---------- | --------- | -------- |
| 白山一丁目 | 270事業所 | 1,634人  |
| 白山二丁目 | 146事業所 | 1,210人  |
| 白山三丁目 | 64事業所  | 741人    |
| 白山四丁目 | 106事業所 | 743人    |
| 白山五丁目 | 239事業所 | 4,984人  |
| 計         | 825事業所 | 9,312人  |

### 事業者数の変遷
経済センサスによる事業所数の推移。
| 年                 | 事業者数 |
| ------------------ | -------- |
| 2016年（平成28年） | 837      |
| 2021年（令和3年）  | 825      |

### 従業員数の変遷
経済センサスによる従業員数の推移。
| 年                 | 従業員数 |
| ------------------ | -------- |
| 2016年（平成28年） | 9,007    |
| 2021年（令和3年）  | 9,312    |

## 施設
小石川の名を冠された施設が見られるのは旧：小石川区を由来とするものである。
- 東京消防庁小石川消防署
- 警視庁富坂警察署白山交番
- 文京白山下郵便局
- 文京白山五郵便局
- 東洋大学白山キャンパス
- 東洋大学京北中学高等学校
- 京華中学校・高等学校
- 京華女子中学校・高等学校
- 文京区立指ケ谷小学校
- 愛星幼稚園
- 白山保育園
- 小石川植物園（東京大学大学院理学系研究科附属植物園）
  - 東京大学総合研究博物館小石川分館
- 白山公園
- コリアブックセンター（朝鮮出版会館）

### 寺社
- 延寿院 - 日蓮宗の仏教寺院
- 円乗寺 - 天台宗の仏教寺院
- 浄心寺 - 日蓮宗の仏教寺院
- 念速寺 - 真宗大谷派の仏教寺院
- 喜運寺 - 曹洞宗の仏教寺院
- 法傳寺 - 浄土宗の仏教寺院
- 安閑寺 - 真宗大谷派の仏教寺院
- 大雲寺 - 浄土宗の仏教寺院
- 是照院 - 臨済宗妙心寺派の仏教寺院
- 厳浄院 - 浄土宗の仏教寺院
- 蓮華寺 - 日蓮宗の仏教寺院
- 新福寺 - 真宗大谷派の仏教寺院
- 本念寺 - 日蓮宗の仏教寺院
- 妙伝寺 - 日蓮宗の仏教寺院
- 浄土寺 - 浄土宗の仏教寺院
- 龍泉寺 - 天台宗の仏教寺院
- 寂圓寺 - 真宗大谷派の仏教寺院
- 蓮久寺 - 日蓮宗の仏教寺院
- 倫道観寺 - 単立の仏教寺院
- 大乗寺 - 日蓮宗の仏教寺院
- 最乗寺東京別院 - 神奈川県南足柄市大雄町に置かれた曹洞宗の仏教寺院、最乗寺の別院。
- 妙清寺 - 曹洞宗の仏教寺院
- 心光寺 - 浄土宗の仏教寺院
- 竜雲院 - 臨済宗円覚寺派の仏教寺院
- 白山神社
- 浅間神社

### ギャラリー

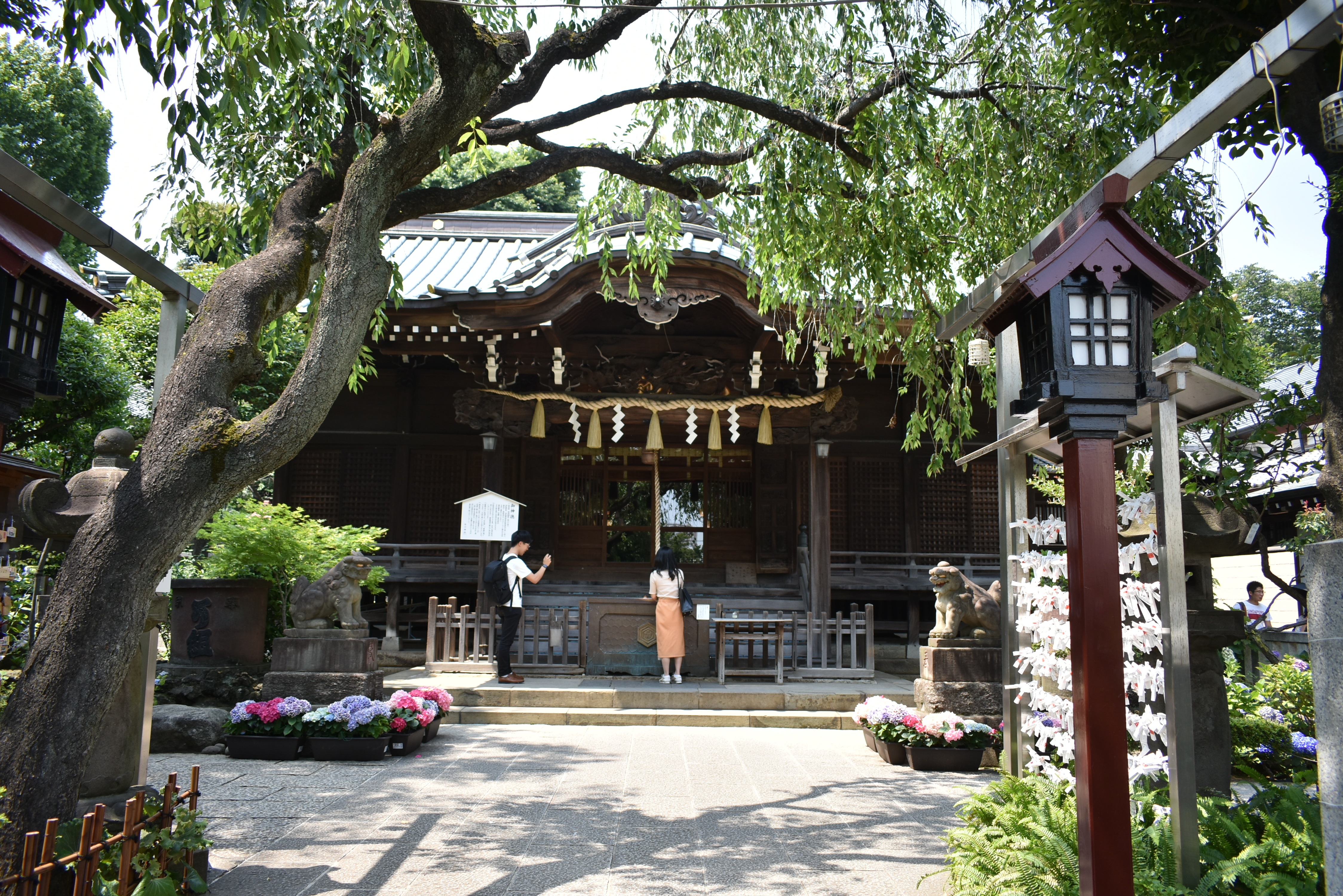
白山神社（2019年6月19日撮影）
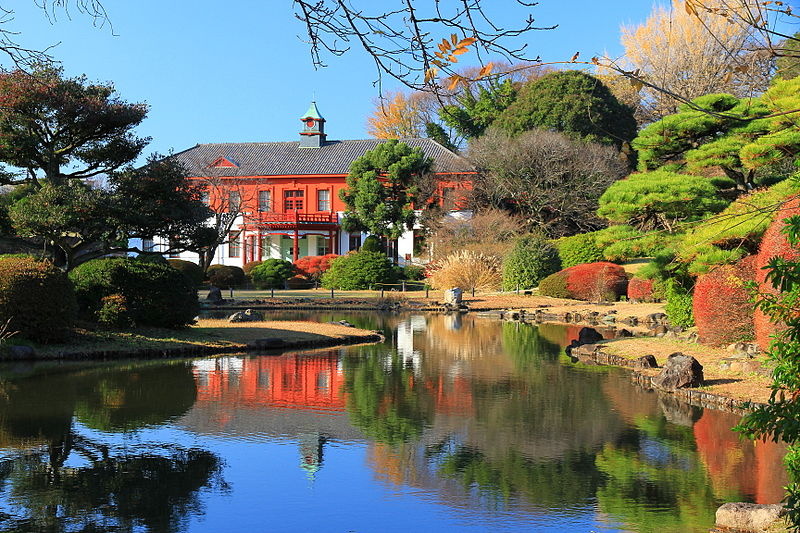
小石川植物園
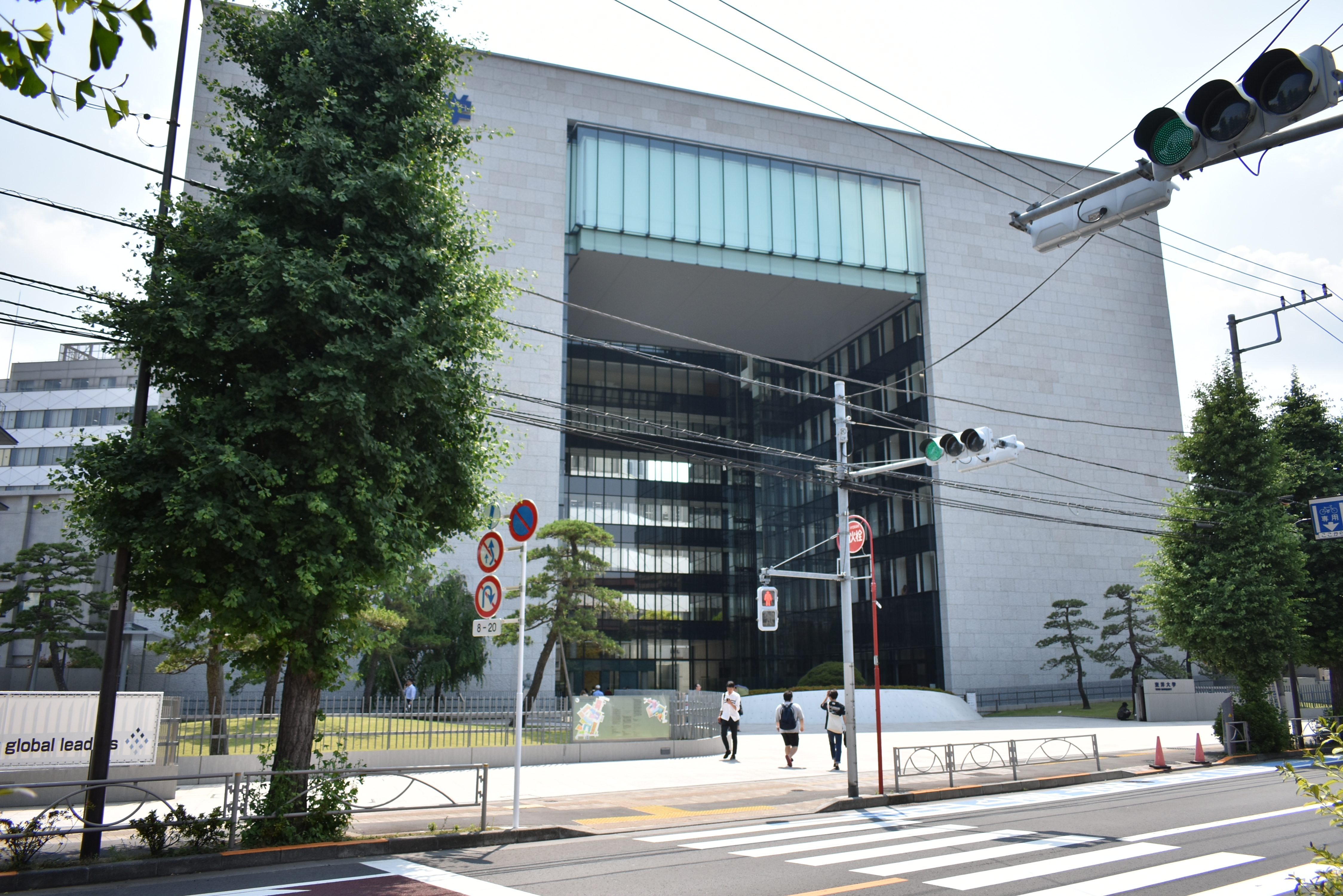
東洋大学（2019年6月19日撮影）
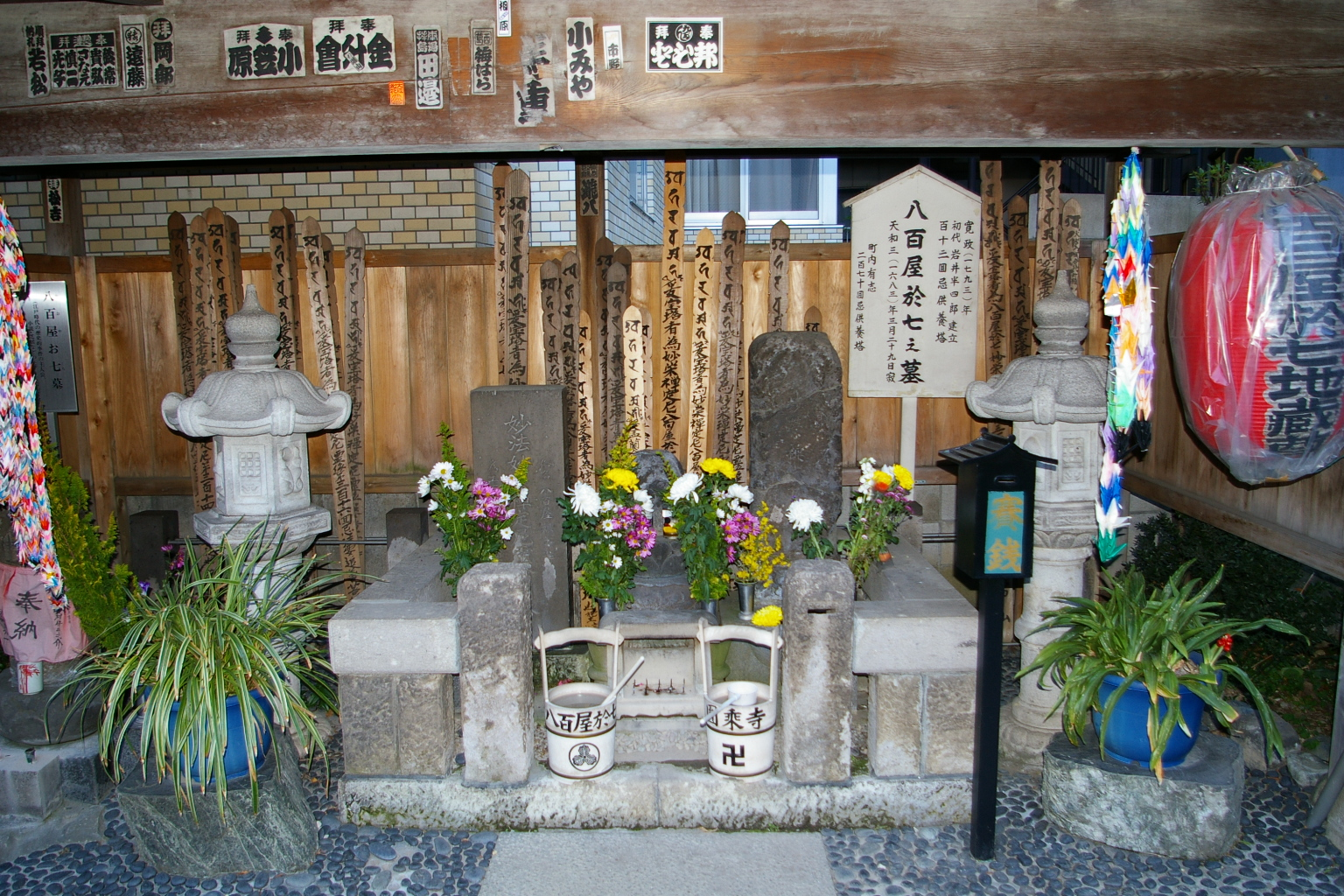
八百屋お七の墓（円乗寺）
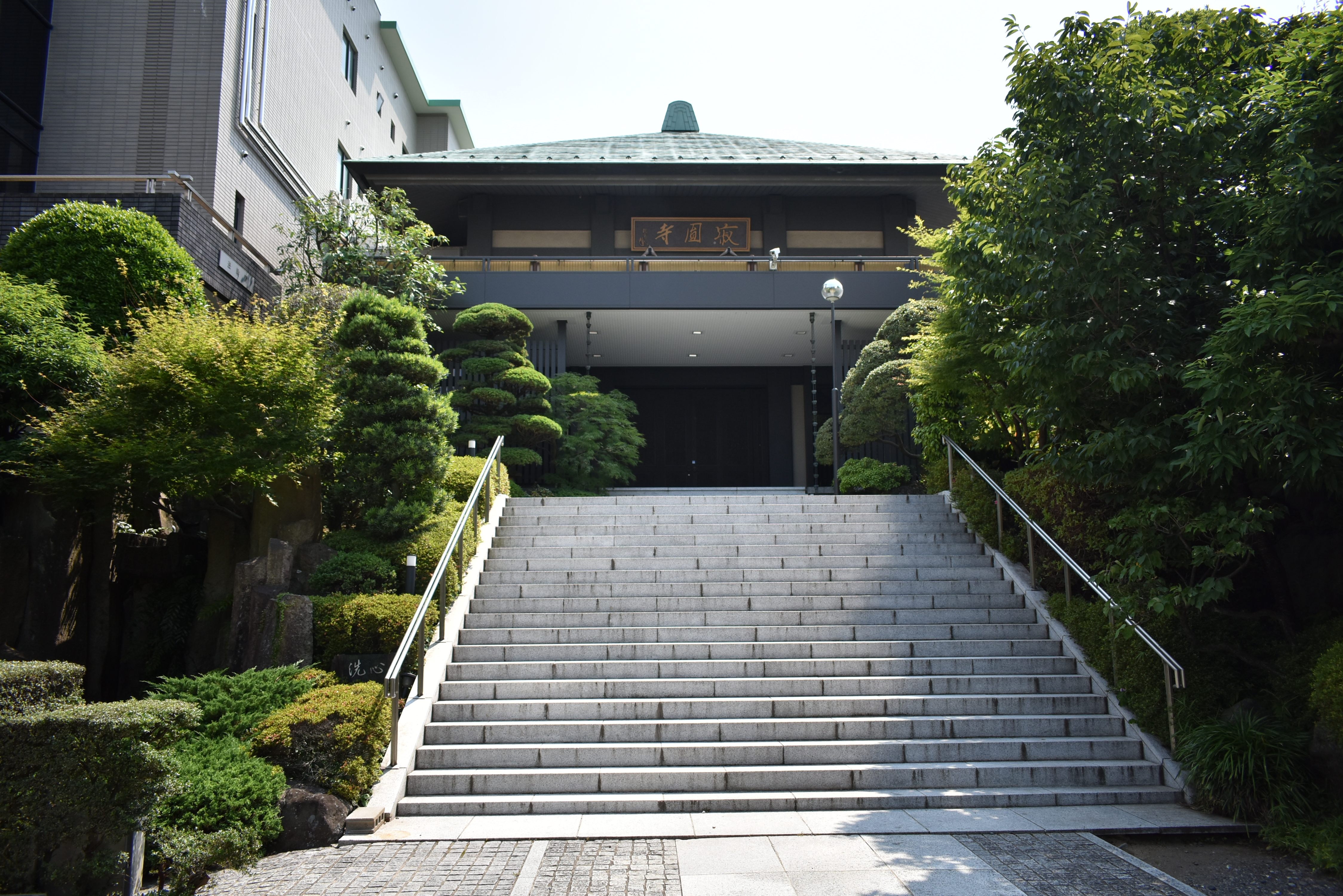
寂圓寺（2019年6月19日撮影）

## その他

### 日本郵便
- 集配担当する郵便局と郵便番号は以下の通りである[23]。

| 丁目       | 郵便番号 | 郵便局       |
| ---------- | -------- | ------------ |
| 白山一丁目 | 113-0001 | 本郷郵便局   |
| 白山二丁目 | 112-0001 | 小石川郵便局 |
| 白山三丁目 | 112-0001 | 小石川郵便局 |
| 白山四丁目 | 112-0001 | 小石川郵便局 |
| 白山五丁目 | 112-0001 | 小石川郵便局 |